# 加拉帕戈斯群岛
，又称科隆群岛（西班牙語：archipiélago de Colón，其为厄瓜多尔官方名称），是东太平洋接近赤道的火山群岛，由厄瓜多尔加拉帕戈斯省所轄，面积7976平方公里，离厄瓜多尔本土1100公里。

## 歷史

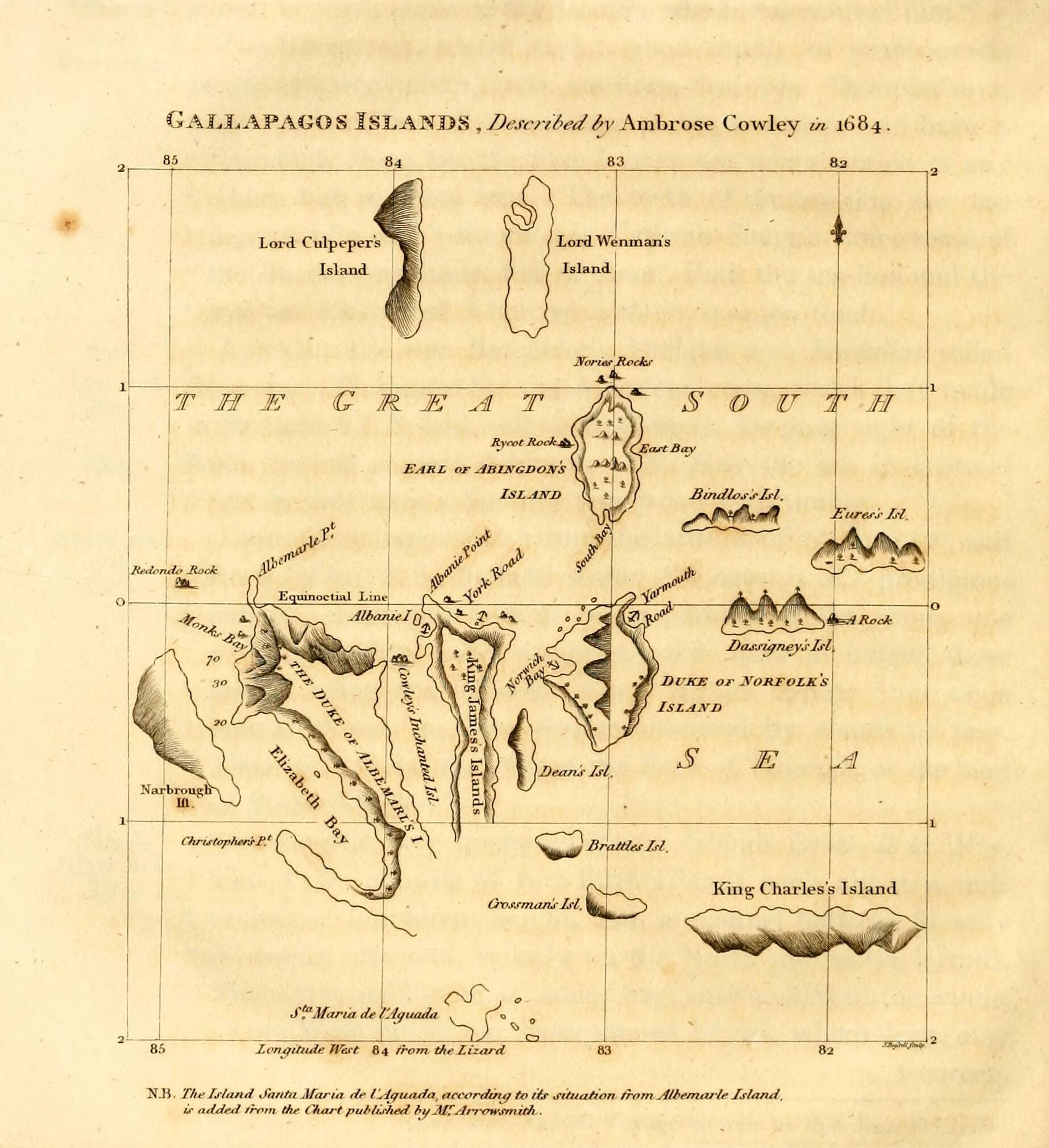
安布羅斯·考利於（Ambrose Cowley）於1684年描述的科隆群島地圖。

### 前哥倫布時期
根據海洋生物學者索爾·海爾達和阿納·斯約爾斯沃德（Arne Skjølsvold）在1952年的一项研究，透過島上幾個遺址的陶器碎片和其他文物表明，美洲原住民曾在前哥倫布時代前曾造訪過此地，該組織發現了一個印加長笛和130多件陶瓷碎片，後來被確定為前印加時期的文物。然而，並沒有在當地發現墓穴、儀式船隻和建築的遺蹟，這表明在西班牙人16世紀到達之前，當地並無固定居民的存在。目前還不清楚這些島嶼的第一批訪客是誰，但他們可能因島上缺乏淡水，而對定居於此不感興趣。
1572年，西班牙編年史家佩德罗·萨米恩托·德·甘博阿聲稱印加帝國的第二個君主圖帕克·印卡·尤潘基曾造訪過這個群島，但幾乎沒有證據證明這點，許多專家認為這是一個牽強的傳說，尤其印加人根本不是航海民族。

### 歐洲人的到來

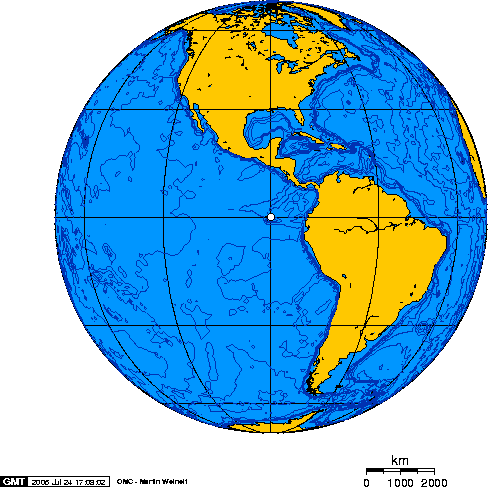
科隆群岛地理位置正投影圖。

科隆群岛的發現者是巴拿马第四任主教托馬斯·德·貝蘭加一行人。當時贝兰加正前往秘魯協助仲裁法蘭西斯科·皮薩羅和迪亞哥·德·阿馬格羅之間的争端，途中風速的减弱使得他搭乘的船隻偏离了航线，結果在1535年3月10日意外發現該羣島。當時島上杳無人跡，是無主之地。貝蘭加返回西班牙帝国後，對外描述了岛屿光景和岛上的动物。
該羣島在1570年左右出現在傑拉杜斯·麥卡托和亞伯拉罕·奧特柳斯的地图集上，並以當地發現的巨大陸龜命名為加拉帕戈斯，意為陸龜羣島。1593年，首位踏足加拉巴哥群島的英國船長是理察·霍金斯，此後直到19世紀初，該島經常成為英國海盜用以襲擊自南美洲運送財貨返國的西班牙珍寶船隊的據點，1793年，詹姆斯·科尔内特記述了羣岛上的动植物，並主張这些岛屿可以作为太平洋捕鲸船的基地，並绘制了这些岛屿首张精确的航海图。捕鯨人和皮草商人捕殺成千上萬的加拉巴哥象龜來榨取油脂。由於象龜可以在船上數月不吃不喝，因此成為航海中新鮮蛋白質的合適來源。人類的獵捕促使象龜數量大減，甚至部分滅絕。再隨捕鯨人之後來到的海豹獵人則幾乎使得整個物種完全滅絕。
加拉帕戈斯羣島上首個長住居民是爱尔兰籍的海員帕特里克·沃特金斯，1807年至1809年間被遺棄在弗雷里安納島上。据日後报道，沃特金斯是通过打猎、种菜和与路過的捕鲸者交易而生存，最后他偷取小舟逃到瓜亞基爾。
1818年，從美國南塔克特出發，以喬治·華盛頓·加德納為船長的捕鯨船地球號（Globe）在南美洲海岸以西約1000英里的赤道處發現抹香鯨的「主礦脈」。1820年，他帶著2000桶以上的抹香鯨油和新發現回到堪稱世界捕鯨業中心的南塔克特。這新發現使得大批捕鯨船湧向代號為“離岸漁場”（Offshore Grounds）的新捕鯨場。加拉帕戈斯羣島從而成為捕鯨船來回航程上的停靠熱點，以至群島上設有某種非正式的郵局，讓捕鯨船隊得以在此收發信件；此外也能補給和修理船隻。
1820年4月，南塔克特的捕鯨船埃塞克斯號在前往“離岸漁場”的途中，在加拉巴哥群島停留。當大多數船員在時稱查爾斯島（Charles Island）的弗雷里安納島上大肆獵捕象龜時，英國水手托馬斯·查佩爾（Thomas Chappel）為惡作劇而點火。時值旱季，火勢迅速失控，整個島嶼已陷入火海，船員在火舌中狼狽逃回船上。翌日船隻出航時，島上仍在燃燒。航行一日後，船員稱在地平線上仍然可以看到火焰。由於羣情激憤，船長也發誓要重罰，該英國水手因畏懼會受鞭刑，日後才承認犯行。多年後，其中一名船員曾回訪該島，他形容整個島嶼仍為黑色荒地，寸草不生，而加拉巴哥象龜和三斑嘲鶇業已絕跡。

### 厄瓜多時期至今

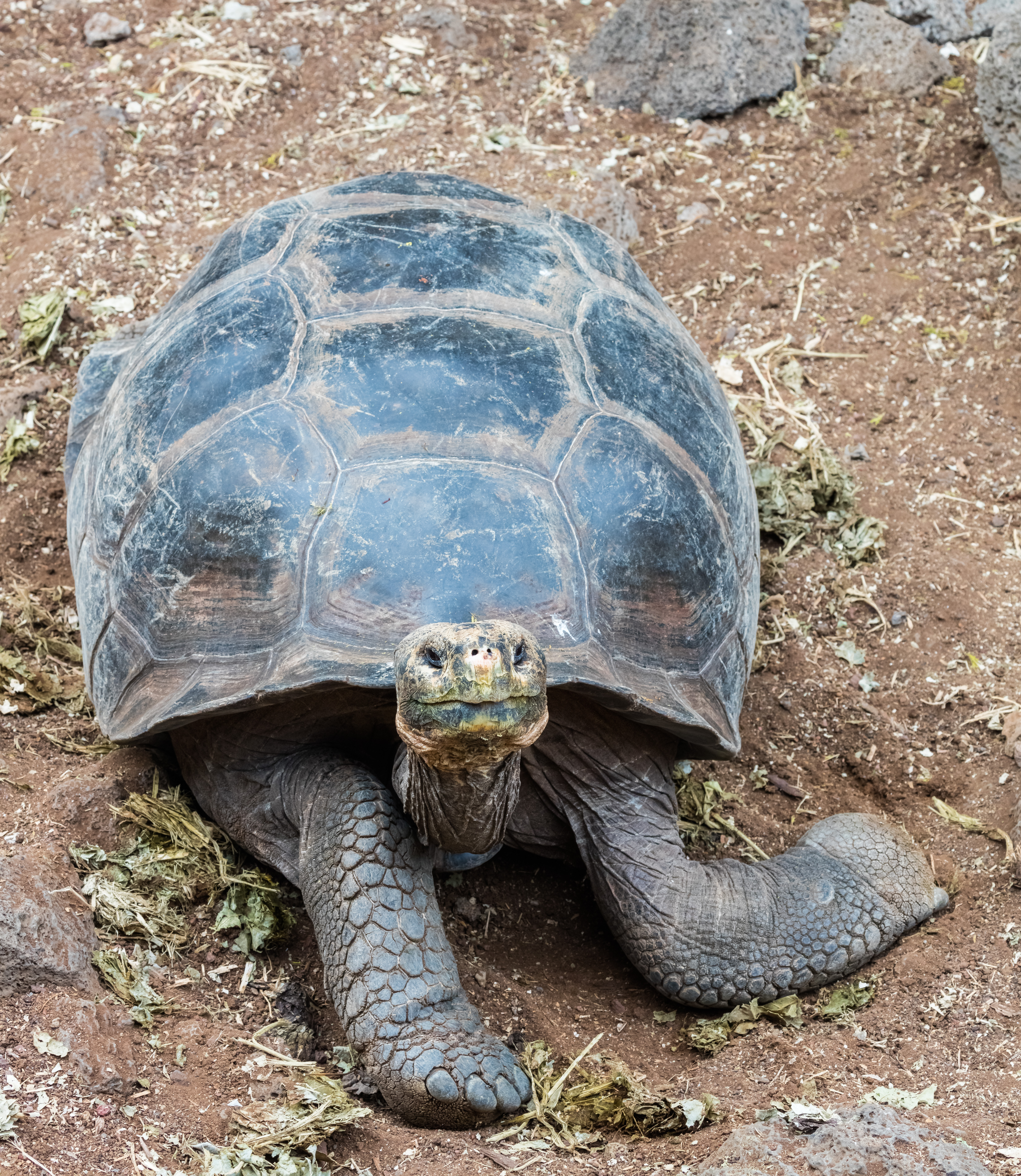
聖克魯斯島加拉巴哥象龜是科隆群岛當地的特有動物品種。當年達爾文就是透過觀察包括聖克魯斯島在內、各島上的象龜亞種，啟發他之後提出演化概念的靈感。

1832年，厄瓜多共和國從西班牙手中奪得了加拉巴哥群島的主權，並隨後給它們起了正式的西班牙文名稱，但舊的名稱仍在英文出版物中使用，第二次世界大戰期間，厄瓜多授權美國在巴爾特拉島建立海軍基地，並在其他戰略要地設立雷達站。戰後這些設施被交給了厄瓜多政府，並持續作為軍事基地使用。而一些已經廢棄的美軍基地遺跡仍然能在群島中發現。

### 成為世界遺產
由於海洋的隔絕，加拉巴哥群島的動植物在封閉環境中演化而成較少受到外來的干擾，因此而促使群島內進化出許多奇異的動物物種，啟發了1835年9月搭乘小獵犬號前往南美洲從事自然調查研究工作的英國博物學家查爾斯·達爾文，使他重新思考真正可能的物種起源，進而成為二十多年後達爾文發表《物種起源》的開端。
由於島上的自然環境獨一無二，使得第一部保護科隆群岛的立法早在1930年就已頒布，並在1936年得以補充完善。但直到20世紀50年代末時，厄瓜多政府當局才採取積極行動並保護當地動植物的情況。1955年，國際自然保護聯盟組織了一次前往科隆群岛的實況調查團。兩年後聯合國教科文組織與厄瓜多政府合作，再次派出考察隊對保護情況進行研究，並選擇一個地點作為研究站。
1959年，正逢達爾文發表《物種起源》一百週年，厄瓜多政府則對外宣布，加拉巴哥群島97.5%的土地面積將劃定為國家公園（有人居住的地區除外）。同年厄瓜多政府在查爾斯·達爾文基金會（CDF）的資助下，於聖克魯斯島建立建立了查爾斯達爾文研究站，其核心職責是進行研究並將研究結果提供給政府，以便有效管理加拉巴哥群島，同時也開展根除外來物種和保護本地物種等保護項目。現在該研究站是厄瓜多最重要的研究機構和自然保護項目，以及外籍科學工作者關注的目標。
1978年，聯合國教科文組織於將加拉巴哥群島列為第一個世界遺產，並在1986年宣布群島周圍70000平方公里（27000平方英里）的海洋稱為生物圈保護區，其規模僅次於澳大利亞的大堡礁。1990年，該群島成為鯨魚保護區。
當前，加拉巴哥群島涵蓋世界遺產的範圍包含加拉巴哥省、加拉巴戈斯國家公園和加拉巴哥群島海洋保护区，在2007年，加拉巴哥群島曾因缺乏有效措施防止外來物種入侵，保護機構和管理部門的資源分配不足等因素列為瀕臨名單，2010年7月，世界遺產委員會同意將加拉巴哥群島從受環境威脅或過度使用威脅的珍貴遺址名單刪除。2015年7月，美国最畅销的旅游杂志《旅行+休閒（Travel+Leisure）》评选2015年世界上最棒的小岛，其中科隆群岛夺冠。

## 地理

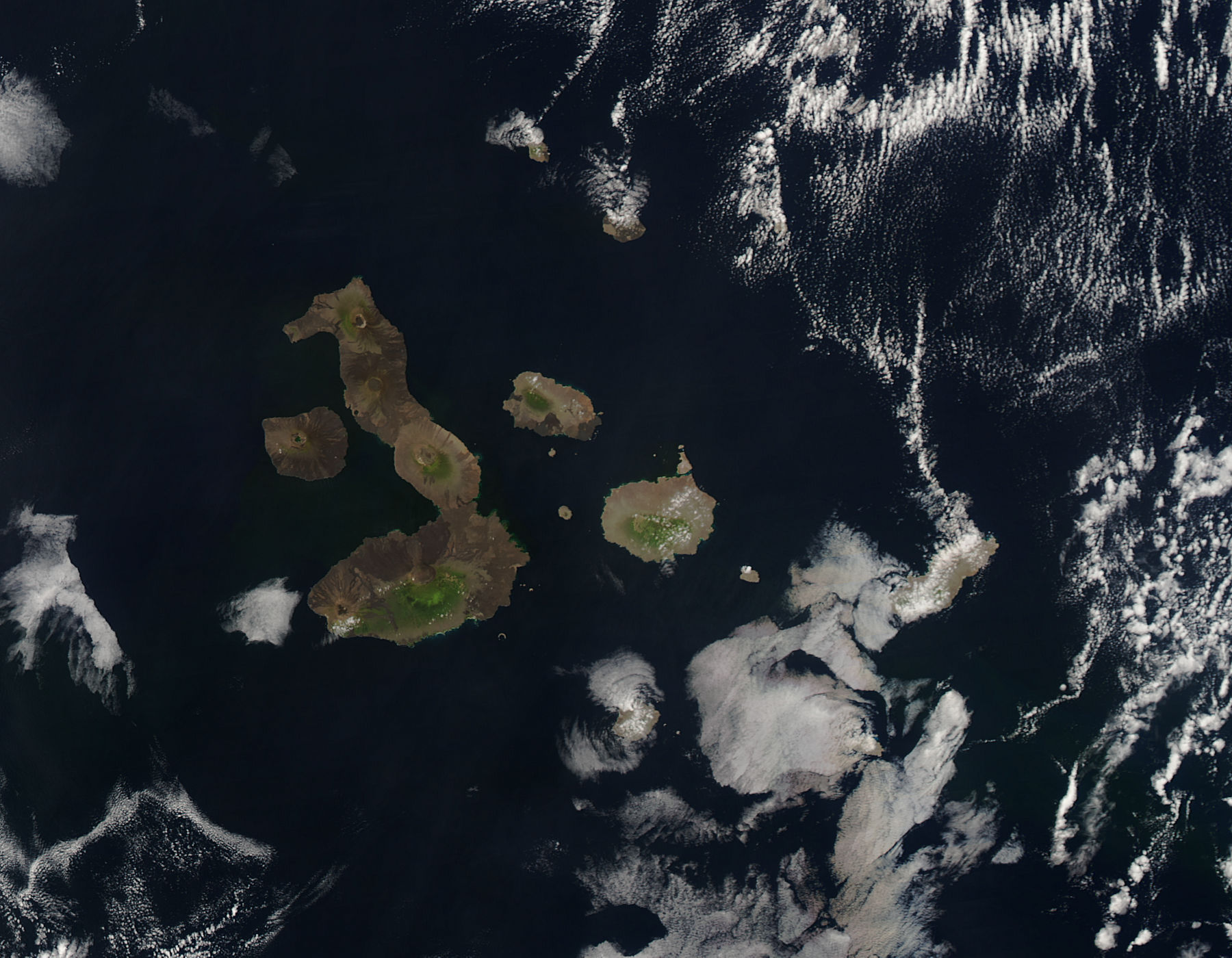
加拉巴哥群島的衛星照片

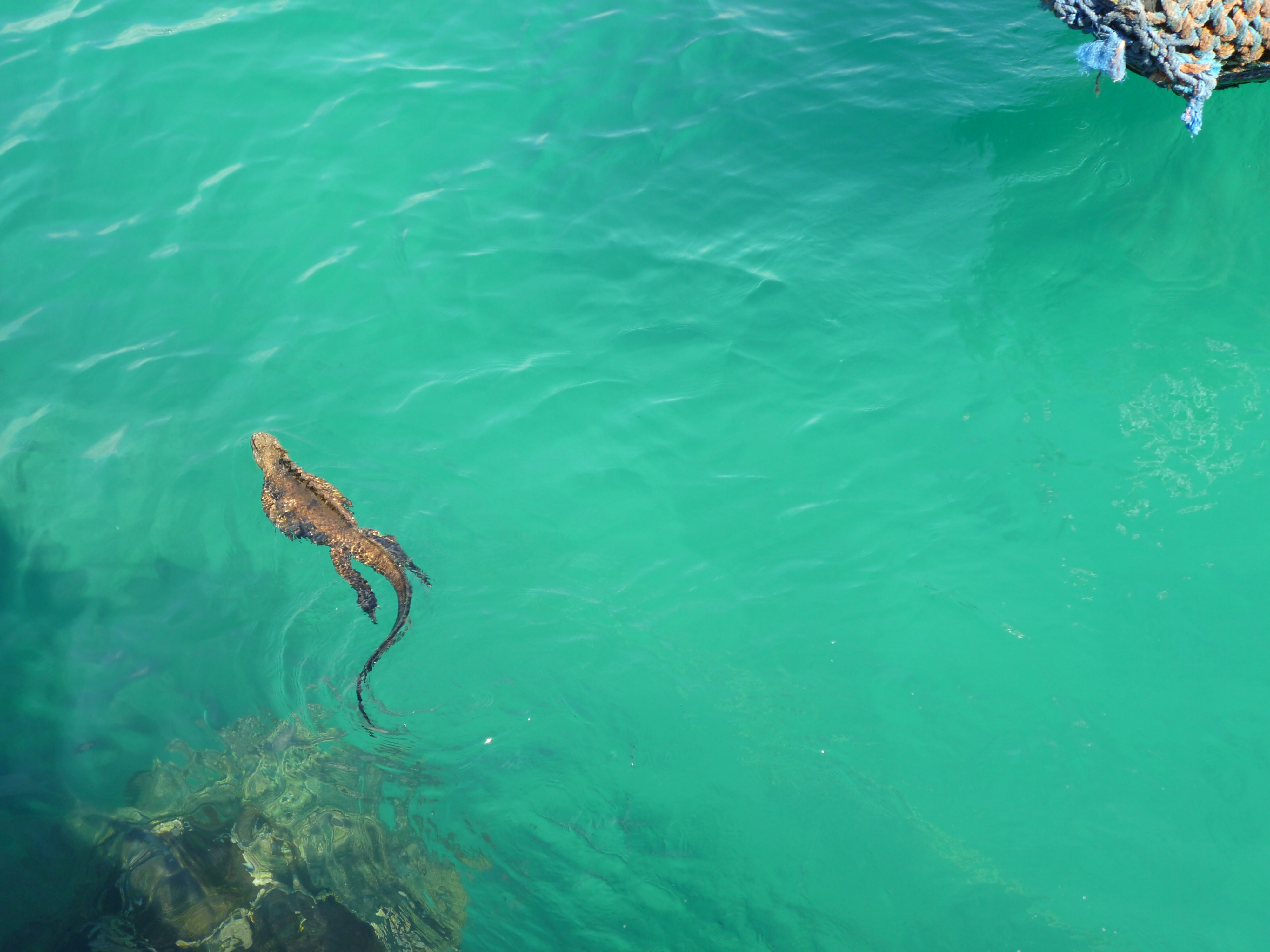
在阿約拉港游泳的海鬣蜥

加拉巴哥群島是由7个大岛，23个小岛，50多个岩礁组成，其中以伊莎貝拉島面积最大，圣克鲁斯岛人口最多。群岛全部由火山堆和火山熔岩组成，赤道横贯北部，因群岛横跨赤道和受到秘鲁寒流影响，气候凉爽并极干旱，這些岛上有著加拉巴哥象龜、加拉巴哥陸鬣蜥及加拉帕戈斯企鵝等奇特的动物棲息，許多動植物更是全世界獨有。

### 火山作用

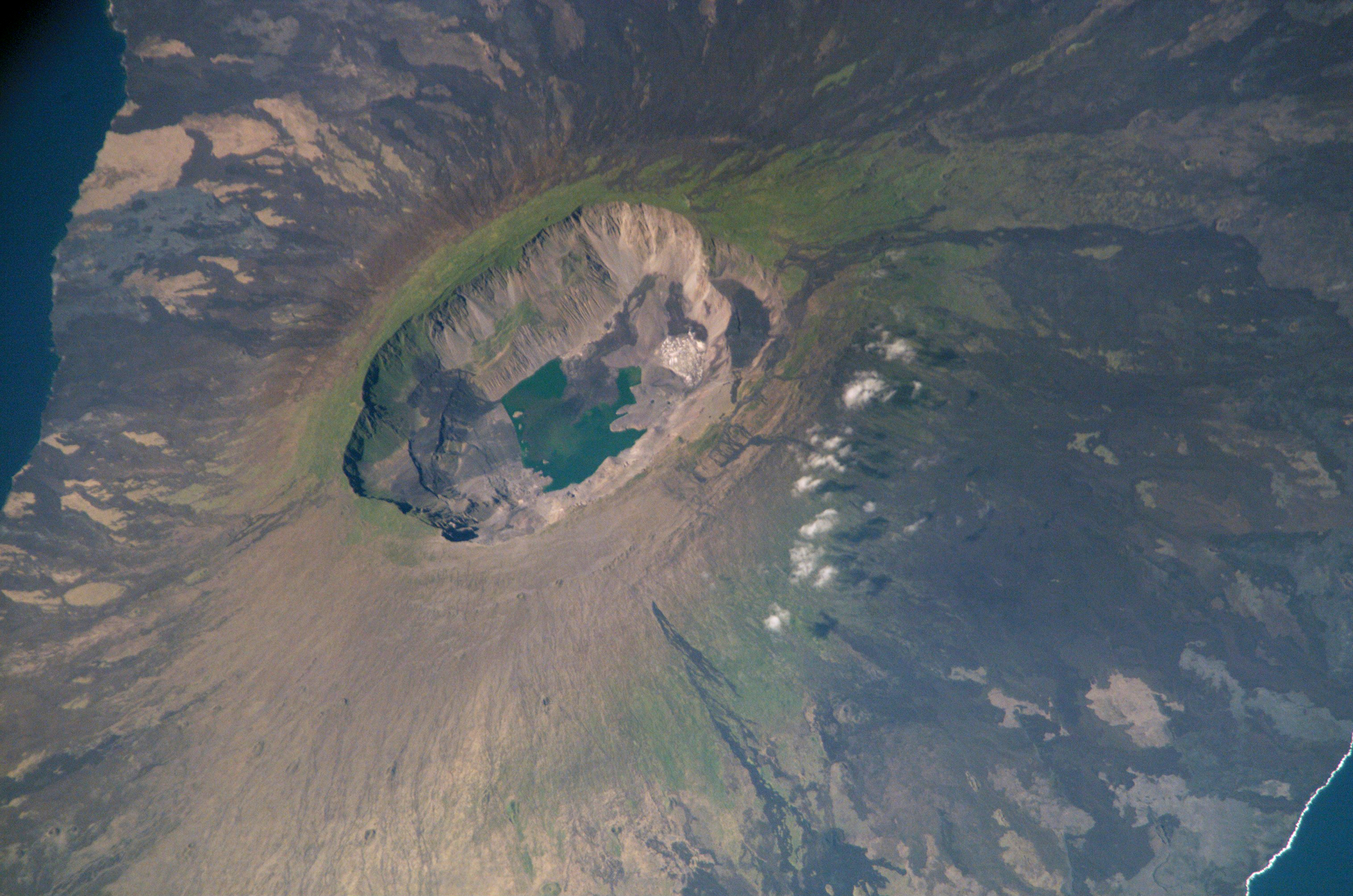
拉昆布雷火山

加拉巴哥群島的火山活动至少持续了2000萬年，甚至可能更长时间。向东移动的纳斯卡板块（51km/myr）下的地幔柱在岛链和海山下形成了一个3公里厚的台地。除了加拉帕戈斯群岛之外，该地区的其他主要构造特征包括位于纳斯卡板块和科科斯板块的边界200公里处，即该群岛与加拉帕戈斯扩张中心（GSC）之间的加拉帕戈斯火山区北部。这个扩张中心向西截断为东太平洋隆起，东面以科科斯海脊和卡内基海脊为界。
加拉巴哥群島的特点是有许多同时代的火山，一些带有岩浆羽源，另一些来自软流圈，可能是年轻而薄的海洋地壳所形成的。GSC导致这一薄岩石圈的结构弱点，使得形成加拉帕戈斯地台的喷发。由于缺乏界限分明的裂谷带，这些岛屿在喷发前的膨胀率很高。伊莎贝拉岛上的内格拉山脉在1992年至1998年间历经抬升達240厘米，最近一次爆发是在2005年。伊莎贝拉岛上的阿尔塞多火山則隆起超过90厘米，最近一次爆发是在1993年。加拉帕戈斯群岛的其他特点是火山间距较近、规模较小和火山口较大。例如，伊莎贝拉岛上，包括6座主要火山，厄瓜多尔、沃尔夫、达尔文、阿尔塞多、塞拉内格拉和塞罗阿祖尔，最近的喷发时间段为1813年至2008年。邻近的圣地亚哥岛和费尔南迪纳岛上次爆发分别是在1906年和2009年。1961年至2011年间，群岛上的9座活火山已经总共喷发了24次。

### 島嶼
- 巴爾特拉島（南西摩島）

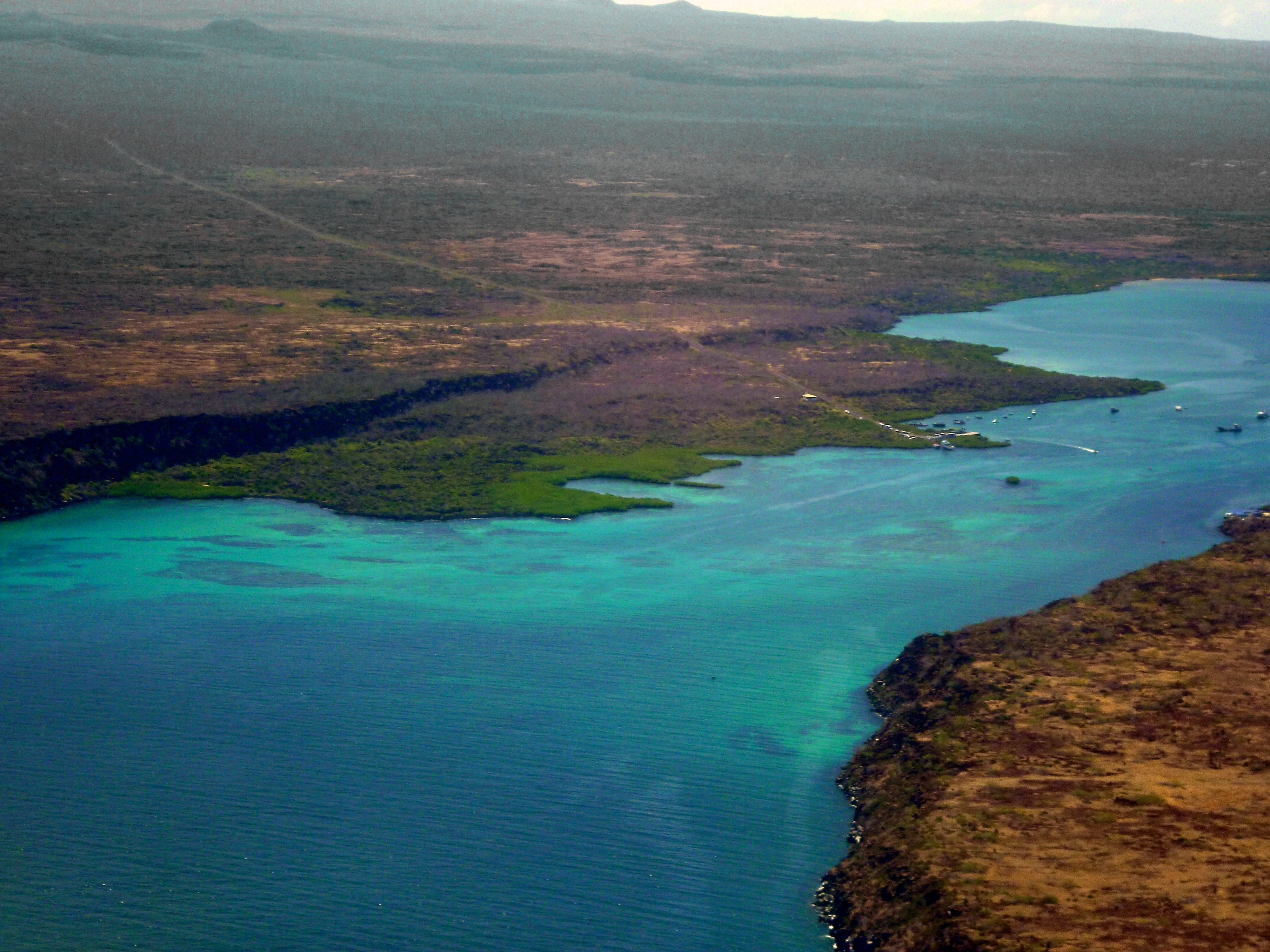
巴爾特拉島的干旱景象

这是一个位于加拉巴哥中心附近的小岛。因地质隆起而形成。岛上非常干旱，植被由盐灌木丛、多刺的梨仙人掌和帕洛桑托树组成。直到1986年，巴尔特拉（西摩）机场都还是唯一一个位于加拉帕戈斯的机场。现在，有两个机场接收来自大陆的航班；其中另一个位于圣克里斯托巴尔岛。前往加拉帕戈斯的私人飞机必须飞经巴尔特拉，因为巴尔特拉是唯一一个拥有过夜飞机设施的机场。抵达巴尔特拉后，所有游客立即乘坐巴士前往两个码头之一。第一个码头位于一个小海湾，游弋在加拉帕戈斯的船只在那里等待乘客。第二个是渡轮码头，连接巴尔特拉和圣克鲁斯岛。
- 巴托洛梅岛

巴托洛梅岛是位于圣地亚哥岛东海岸附近的一个火山岛。也是加拉巴哥群島中「较年轻」的岛屿之一。这个岛和邻近圣地亚哥（詹姆斯）岛上的苏利文湾都是以巴塞洛缪·詹姆斯·苏利文爵士的名字命名的，他曾是英国皇家海军比格尔号（HMS Beagle）上的一名中尉。这个岛是少数几个加拉帕戈斯企鹅的家园之一，加拉帕戈斯企鵝是唯一生活在赤道上的野生企鹅物种。绿海龟是岛上的另一种动物。
- 达尔文岛

这个岛是以英国著名生物学家查尔斯·达尔文命名的。面积为1.1平方公里，最大高度为168米。赤道毛皮海獅、海鬣蜥、燕尾鷗、海龟和纳斯卡鲣鸟等大多數動物都生活于此。

## 气候
尽管加拉巴哥群島地处赤道，但受到秘鲁寒流和克倫威爾洋流的共同影響，科隆群島的環境氣溫遠低於赤道其他地區，一年中绝大部分时间都有丝丝细雨。天气还周期性受到厄尔尼诺现象的影响，会有5至7年的温暖的表层海水，还有海平面的上涨和波浪作用增强，还会消耗海水中营养物质。
6月至11月，海边的温度为22℃，一股稳定的冷风从南部和东南部吹来，一天中大部分时间经常下毛毛雨，浓雾笼罩着岛屿。在12月至5月，海水温度和气温上升到平均25℃，完全没有风，但有零星的降雨和阳光。
大岛上的天气随着海拔的升高而变化。随着海拔的升高，气温逐渐降低，而由于山坡上云层中的水汽凝结，降水量增加。从一个地方到另一个地方的降水量有很大的变化，不仅与海拔高度有关，还取决于岛屿的位置和季节。

## 人口

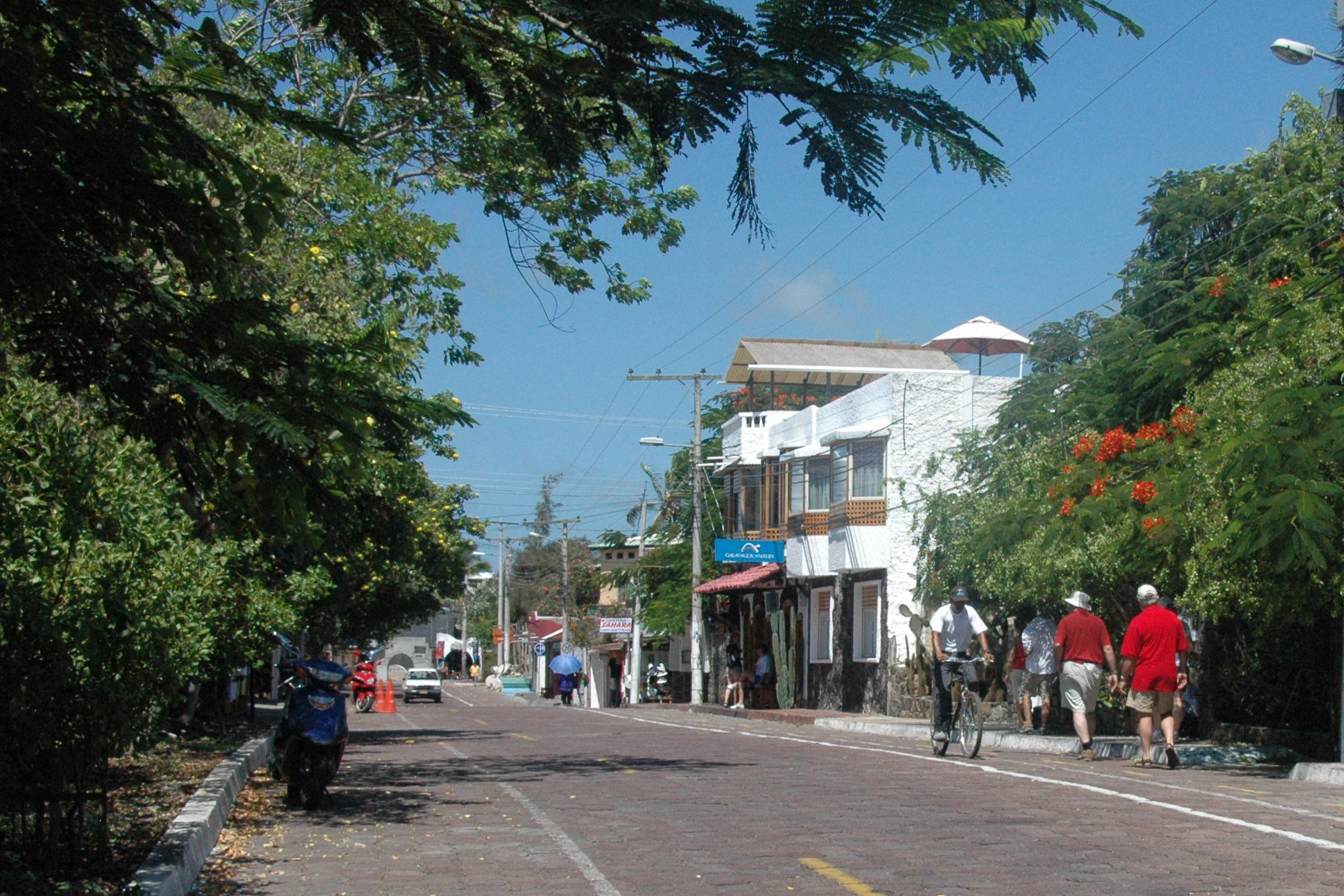
阿約拉港的街道景象。

據2010年統計，加拉巴哥群島共有25,124位居民。該島由印歐混血種人，少數來自厄瓜多的印第安人、白種人和非裔厄瓜多人組成。此外早期歐美殖民者的一些後裔也仍然居住在島上，岛上的主要语言是西班牙语，人口居住的面積僅限於土地面積的島嶼的3%。。

## 生物多樣性
由於加拉巴哥群島特殊的環境，和長期與世隔絕，動植物自行生長發育，因此造就了島上獨特而完整的生態系統。適合熱帶和寒帶動物共同生存。最初是由鳥或海船偶爾把南美大陸的植物種子帶到島上，它們在此落地生根，適應新環境而生息繁衍。
當前，加拉巴哥群島共棲息著700多種地面動物，80多種鳥類和許多昆蟲，其中值得注意的物種包括：
- 加拉帕戈斯陸鬣蜥
- 海鬣蜥
- 褐鵜鶘
- 加拉帕戈斯象龜
- 加拉帕戈斯綠海龜
- 加拉帕戈斯黑遊蛇
- 海參
- 紅石蟹

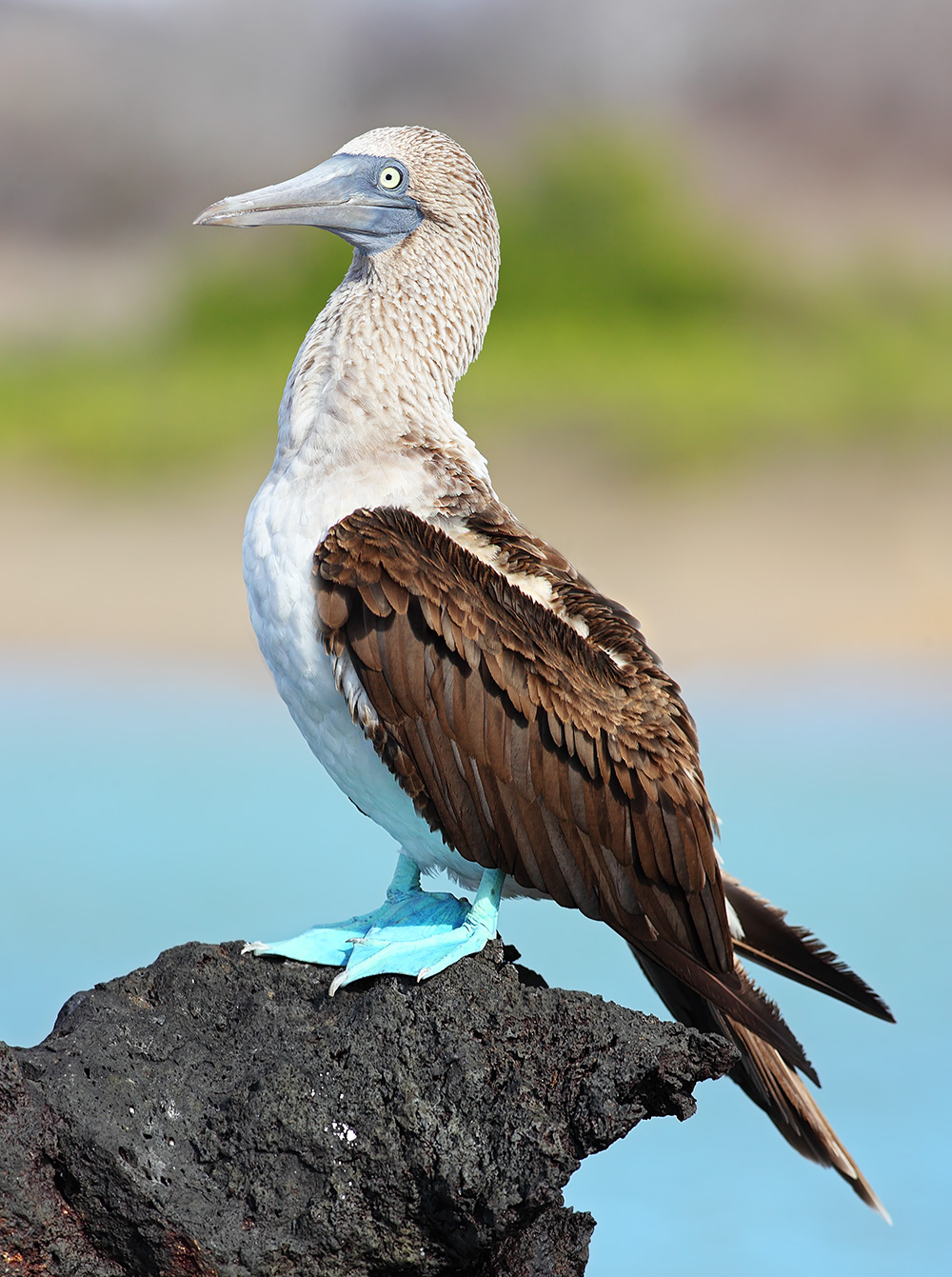
藍腳鰹鳥

- 弱翅鸕鶿(Flightless cormorant)
- 軍艦鳥與麗色軍艦鳥
- 藍腳鰹鳥
- 加拉帕戈斯企鵝
- 加島信天翁
- 加拉巴哥鷹（英语：Galapagos hawk）
- 胡德仿聲鳥（英语：Hood mockingbird）
- 加拉帕戈斯仿聲鳥（英语：Galápagos mockingbird）
- 弗雷里安納仿聲鳥（英语：Floreana mockingbird）
- 聖克里斯托瓦爾仿聲鳥（英语：San Cristóbal mockingbird）
- 十三種多種近緣的特種雀鳥物種，俗稱達爾文雀
- 加拉帕戈斯海獅（英语：Galápagos sea lion）

另外加拉巴哥群島周邊是世界上鯨類最豐富的熱點地區，也是東太平洋熱帶海域鯨魚和海豚最多樣性的地區，是太平洋最重要的鯨魚棲息地。但自20世紀80年代開始至今，抹香鯨和鬚鯨的種群數量因盜捕和全球暖化因素急劇減少，面臨瀕危滅絕的險境。

## 环境威胁
自大航海時代開始，來自歐洲各國的捕鲸者和海上毛皮商为了提取這些稀有動物的脂肪，因而在當地杀死并捕获了数千只加拉帕戈斯象龟。陆龟可以留在船上作为提供新鲜蛋白质的一种手段，因为这些动物可以在船上没有任何食物或水条件下生存几个月。此举导致了某些物种的大量减少，甚至灭绝。与捕鲸者一同到来的还有海豹猎人，他们使这种动物的种群濒临灭绝。
另外，人类在島嶼上的開發偶然或有意带入其他地區的动植物，如野生山羊、猫和牛，这些外来物种繁殖迅速，不僅毁掉了本地物种的栖息地。同時也成為岛上缺乏天敌，毫无防御能力的本地动物之主要威胁。此外近年大量非法移民湧入、旅遊業無節制地急速增長、釣魚運動和過度捕撈等，也都影響到當地的生態環境。

### 濫捕
2017年8月，有中国籍的漁船在加拉帕戈斯群島捕鯊，被厄瓜多爾政府判刑，涉事漁船則被扣押，20名漁民分別被判1至4年監禁及罰款590萬美元，厄瓜多爾民眾連續3天上街抗議，譴責中國漁船行徑，參與民眾數千人。中国外交部回应称反对任何形式的非法捕捞行为，将提醒中国渔船严格遵照厄方相关规定和程序，避免进入相关海域，又重申“希望厄方根据客观事实公平公正处理，切实保障中国船员正当合法权益”。

## 外部連結
- Galápagos Islands xeric scrub (World Wildlife Fund)（页面存档备份，存于） （英文）
- Galápagos geology（页面存档备份，存于） – the page also includes much general information on the Galápagos Islands （英文）